# Libellus
Libellus (łac. książeczka) – wydawany wszystkim obywatelom starożytnego Rzymu dokument stanowiący krótkie potwierdzenie faktu zarejestrowania przyznania obywatelstwa danej osobie w rzymskich archiwach. Po 4 roku n.e. za sprawą dekretu Oktawiana Augusta wszyscy obywatele mieli obowiązek rejestrować dzieci nie później, niż 30 dni po narodzeniu. Na potwierdzenie tego faktu wręczano im zbliżoną w formie do dyplomu wojskowego kopię wpisu, sporządzoną na drewnianej deszczułce i poświadczoną nazwiskami siedmiu świadków. Dokument ten służył za potwierdzenie obywatelstwa przez resztę życia.